# Hans Pels-Leusden

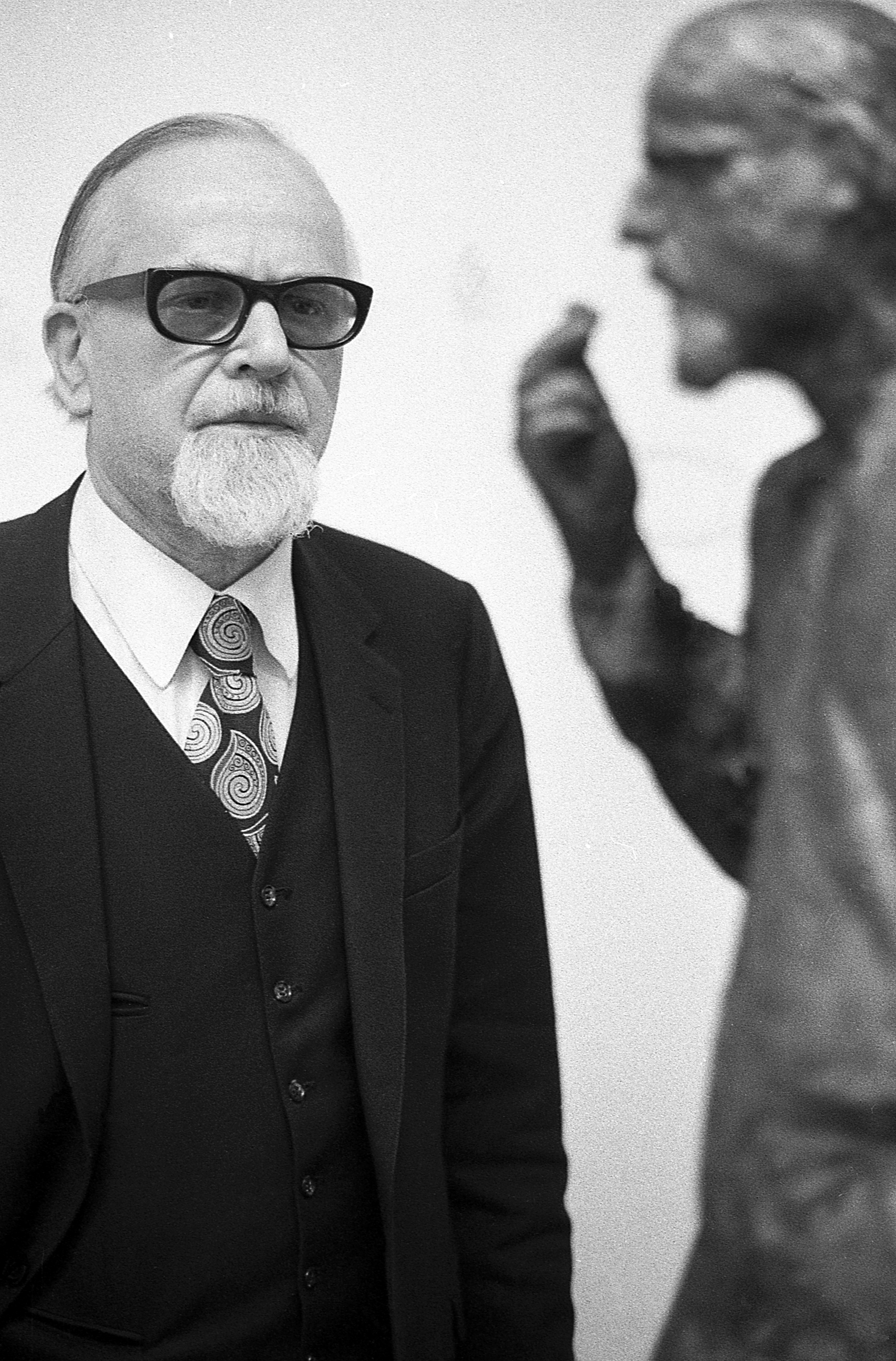
Hans Pels-Leusden (1975)

Hans Pels-Leusden (* 19. August 1908 in Lüdenscheid, Nordrhein-Westfalen; † 26. April 1993 in Berlin) war ein deutscher Maler, Galerist und Kunsthändler.

## Leben

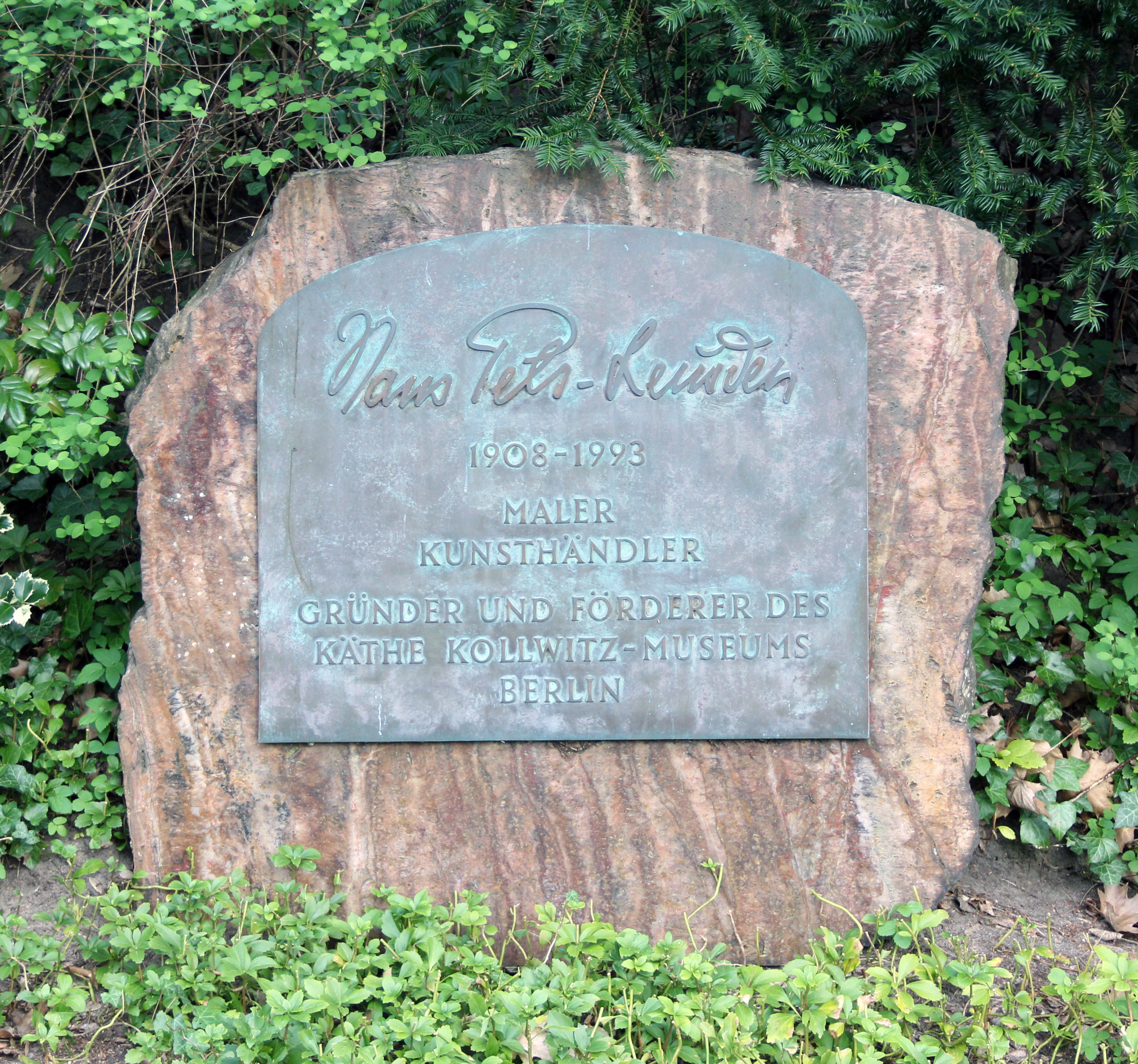
Grab von Hans Pels-Leusden auf dem Friedhof Heerstraße in Berlin-Westend

Pels-Leusden, Kind einer Anwaltsfamilie, studierte ab 1927 bei Paul Bindel und wurde von Willy Jaeckel zum Maler ausgebildet.
Anfang der 1930er Jahre wird er von Edwin Redslob entdeckt und gefördert und hatte 1932 seine erste Einzelausstellung in der renommierten Galerie Nierendorf in Berlin.
1937 wurde in der Nazi-Aktion „Entartete Kunst“ sieben seiner Werke aus dem Märkischen Museum Witten beschlagnahmt und vernichtet. Weitere Bilder kamen 1941 im Bombenhagel um.
1950 übernahm er ein Antiquariat in den Ruinen am Kurfürstendamm 181, das sich mit der Zeit zum Kunsthandel wandelte und zum Wallfahrtsort der Berliner Kunstszene wurde. Nachdem die Räumlichkeiten dort zu klein wurden und das Haus wegen des Baus der Lietzenburger Straße als Umgehungsstraße für den Kurfürstendamm abgerissen wurde, zog er 1961 zum Kurfürstendamm 59/60. Die vom Verfall bedrohte Villa Grisebach in der Fasanenstraße 25 ließ er aus privaten Mitteln rekonstruieren und zog zusammen mit seinem Geschäftspartner Bernd Schultz am 21. März 1986 in die neuen Galerieräume. Im selben Jahr gründete er dort  mit den Kunsthändlern Bernd Schultz (Berlin), Wilfried Utermann (Dortmund), Raimund Thomas (München) und Michael Neumann (Düsseldorf) die Villa Grisebach Auktionen.
Aus seinen gesammelten Werken von Käthe Kollwitz gründete er im Nachbargebäude, Fasanenstraße 24, am 31. Mai 1986 das Käthe-Kollwitz-Museum Berlin. Bis zu seinem Tod fungierte er als dessen Direktor.
Hans Pels-Leusden starb im April 1993 im Alter von 84 Jahren in Berlin. Sein Grab befindet sich auf dem landeseigenen Friedhof Heerstraße in Berlin-Westend (Grablage: 7-G-20/21).

## 1937 als „entartet“ beschlagnahmte und vernichtete Bilder
- Felder (Pastell)
- Meer (Pastell)
- Hügellandschaft II (Pastell)
- Einsamkeit (Kohlezeichnung) und
- drei weitere Aquarelle Nachtvision

## Ehrungen
Am 18. August 1983 erhielt Hans Pels-Leusden die Ehrenprofessur.
Hans Pels-Leusden wurde mit dem Bundesverdienstkreuz Erster Klasse ausgezeichnet.